# Alianza Atlético
Der Club Alianza Atlético Sullana ist ein Fußballverein in Sullana, Peru. Nach dem Aufstieg 2020 spielt der Klub in der höchsten nationalen Klasse, der Primera División.
Das Heimtrikot von Alianza ist überwiegend weiß mit dünnen dunkelblauen Längsstreifen. Die Hose ist ebenfalls dunkelblau, während die Stutzen komplett weiß sind. Die dominierende Farbe der Auswärtsjerseys ist blau. Das Trikot hat zudem einen gelben dicken Querbalken.

## Geschichte
Die Gründung des Klubs geht auf Félix Peralta, ein Fan von Alianza Lima zurück, der im Haus von José Taboada More in Sullana ein Treffen vereinbarte, um gemeinsam Sport zu treiben. Sie gründeten dazu den Club Sport Alianza. Nach zwei Monaten kam es zur Fusion mit dem Club Atlético Sullana und es entstand der Club Alianza Atlético Sullana.
In der Anfangszeit des Vereins gab es keine nationale Liga. Das Team qualifizierte sich 1936 als Provinzklub für den Meisterschaftspokal in Lima. Dort gewann das Team überraschend die Meisterschaft. Das heutige Stadion trägt den Namen der Champions von 1936.
Erst 1988 stieg der Klub in die Primera División auf. Zu einem nationalen Titel reichte es bisher aber noch nicht. Zwischen 1928 und 1986 konnte Alianza 35 Mal die Liga de Sullana, die regionale Meisterschaft, gewinnen. Zur Saison 1989 setzte sich die Mannschaft gegen acht weitere Teams durch und gewann somit die Nordzonenmeisterschaft. Damit qualifizierte sich das Team für die Hinrunden-Meisterschaftsspiele. In fünf Partien gewann Alianza zweimal und erreichte zudem zwei weitere Unentschieden. Im entscheidenden Spiel gegen Sporting Cristal verlor die Mannschaft mit 2:0 und wurde somit nur Vizemeister. Für die Rückrundenmeisterschaft qualifizierte man sich erneut, konnte aber kein besseres Ergebnis erreichen. Im Folgejahr scheiterte der Klub zur Hinrunde in der Zonenliga an Sport Pacífico. Im zweiten Abschnitt der Saison wurde aber wieder Platz eins erspielt. Nachdem man 1991 enttäuschend startete, reichten zur Rückrunde 29 Punkte zum zweiten Erfolg in der Nordzonenmeisterschaft. Doch wie schon in den Jahren zuvor, war der Verein in den Finalspielen nicht gut genug.
Nach Änderung des Spielmodus für die Saison 1992 wurde der nationale Meister in einer gemeinsamen Liga ausgespielt. Für Alianza reichte es im ersten Jahr nach der Zusammenführung der Ligen nur zum elften Rang. Ein Jahr später sicherte man sich erst spät den Klassenerhalt. Auch 1994 musste der Verein lange zittern, konnte den drohenden Abstieg aber verhindern. Zur Spielzeit 1995 erspielte sich Alianza einen sicheren Mittelfeldplatz, rückte im Jahr darauf aber wieder nahe an die Abstiegsränge. Als man 1997 zur Hinrunde Siebenter und zur Rückrunde sogar Vierter wurde, qualifizierte sich die Mannschaft erstmals seit fünf Jahren wieder für die Meisterrunde. Aber mit nur einem Sieg und zwei Unentschieden stand am Ende nur Platz fünf fest. Ein Garant für diese Saison war Stürmer Ricardo Zegarra, der siebzehn Treffer erzielte und damit Torschützenkönig der ersten Liga wurde. Zwar erreichte Alianza 1998 nur den viertletzten Platz, hatte aber mit insgesamt fünfzig Punkten fünfzehn mehr als der erste Absteiger Deportivo Municipal. Zwischen 1999 und 2003 setzte sich Alianza im oberen Tabellendrittel fest.
Zur Rückrunde 2003 reichte es sogar zum Vizemeistertitel. In der Gesamttabelle wurde die Mannschaft Fünfter und hatte damit erstmals die Chance, sich für die Copa Libertadores zu qualifizieren. In den Ausscheidungsspielen scheiterte der Klub aber an Club Sportivo Cienciano, und so reichte es nur zur ersten Teilnahme an der Copa Sudamericana. In dem ersten internationalen Pflichtspiel der Vereinsgeschichte traf die Mannschaft auf den Ligakonkurrenten Coronel Bolognesi und den kolumbianischen Vertreter Atlético Junior. Von vier Spielen konnte man aber nur eins für sich entscheiden. Somit schied Alianza schon frühzeitig aus dem Wettbewerb aus. 2005 schaffte es der Verein erneut, sich die Teilnahme an der Copa Sudamericana zu erspielen. Gegen die peruanische Mannschaft Universitario de Deportes setzte man sich noch nach Elfmeterschießen durch, und auch im nächsten Spiel stellte man nach einem 2:0-Hinspielsieg gegen CD Universidad Católica aus Chile die Weichen auf die nächste Runde.
Doch durch eine klare 0:5-Pleite im Rückspiel war erneut nach dem zweiten Gegner Schluss. 2005, 2006 und 2007 hatte Alianza wieder mehr Probleme in der Liga, und man verpasste jede Teilnahme an einem internationalen Wettbewerb. Erst 2008, als man nach Hin- und Rückrunde jeweils Sechster wurde, reichte es in der Gesamtrechnung für Platz fünf. Mit 72 Punkten hatte man genau so viel wie Sport Áncash und CD Universidad César Vallejo, war aber wegen des klar besseren Torverhältnisses besser platziert. In der ersten Runde der Copa Sudamericana 2009 traf die Mannschaft auf den venezolanischen Vertreter Deportivo Anzoátegui. Mit 2:1 nach zwei Spielen zog der Verein in die nächste Runde ein, wo man Fluminense Rio de Janeiro begegnete. Nach einem respektablen 2:2 im ersten Spiel schied Alianza nach einem 1:4 in Brasilien aus.

## Stadion
Der Klub trägt seine Heimspiele im Estadio Campeones del 36 in Sullana, aus. Das Fußballstadion wurde 2000 erbaut und bietet seit der Erweiterung 2018 Platz für 12.000 Gäste.

## Erfolge
- Primera División Peruana
  - Clausura: 2003
- Nordzonenmeisterschaft/Gesamt: 1988, 1991
  - Nordzonenmeisterschaft/Hinrunde: 1989
  - Nordzonenmeisterschaft/Rückrunde: 1990, 1991
- Liga de Sullana (35)[5]: 1928, 1929, 1930, 1933, 1934, 1935, 1943, 1944, 1945, 1946, 1947, 1948, 1949, 1951, 1952, 1953, 1957, 1958, 1959, 1960, 1966, 1967, 1968, 1969, 1970, 1971, 1972, 1973, 1975, 1976, 1977, 1981, 1982, 1983, 1986

## Ehemalige bekannte Spieler
(Auswahl)
- Piero Alva (Aktueller peruanischer Nationalspieler)
- Francisco De Paula Bazán (Aktueller peruanischer Nationalspieler, in Europa u. a. für Anorthosis Famagusta und Olympiakos Nikosia aktiv)
- Edgar Benítez (Aktueller paraguayischer Nationalspieler)
- Leao Butrón (Aktueller peruanischer Nationalspieler)
- Yankuba Ceesay (Aktueller Nationalspieler Gambias)
- Miguel Mostto (Aktueller peruanischer Nationalspieler, in Europa u. a. für FC Barnsley aktiv)
- Percy Olivares (in Deutschland für 1. FC Nürnberg aktiv)
- Emerson Panigutti (in Europa u. a. für Olympiakos Nikosia aktiv)
- Nelinho Quina (in Europa u. a. für KVC Westerlo aktiv)
- Jaime Alfonso Ruiz (in Europa u. a. für KVC Westerlo aktiv)
- Johan Sotil (in Europa u. a. für KVC Westerlo aktiv)

## Alianzas Trainer
Stand: 22. August 2021

unvollständige Liste
- 07/1995 bis 12/1995:  Freddy Ternero
- 01/1996 bis 12/1998:  Teddy Cardama
- 01/2001 bis 12/2001:  Rafael Castillo
- 01/2003 bis 12/2005:  Teddy Cardama
- 08/2006 bis 09/2007:  Eduardo Asca
- 09/2007 bis 04/2010:  Teddy Cardama
- 04/2010 bis 05/2010:  Johano Bermúdez
- 06/2010 bis 12/2010:  Teddy Cardama
- 01/2010 bis 05/2011:  Roque Alfaro
- 05/2010 bis 12/2011:  Roberto Arrelucea
- 12/2014 bis 12/2015:  Teddy Cardama
- 12/2015 bis 12/2016:  Gustavo Roverano
- 01/2017 bis 02/2017:  Nahuel Martínez
- 02/2017 bis 04/2017:  Teddy Cardama
- 04/2017 bis 07/2017:  Miguel Miranda
- 07/2017 bis 07/2017:  Jorge Arteaga
- 07/2017 bis 12/2017:  Wálter Aristizábal
- 02/2018 bis 06/2018:  Flavio Robatto
- 06/2018 bis 01/2019:  Guido Medina
- 02/2019 bis 12/2019:  Gustavo Roverano
- 03/2020 bis 08/2021:  Jahir Butrón[7]
- ab 08/2021:  Teddy Cardama